# Ventura (Iowa)
Ventura é uma cidade localizada no estado americano de Iowa, no Condado de Cerro Gordo.

## Demografia
Segundo o censo americano de 2000, a sua população era de 670 habitantes.
Em 2006, foi estimada uma população de 697, um aumento de 27 (4.0%).

## Geografia
De acordo com o United States Census Bureau tem uma área de
6,2 km², dos quais 4,5 km² cobertos por terra e 1,7 km² cobertos por água.

## Localidades na vizinhança
O diagrama seguinte representa as localidades num raio de 20 km ao redor de Ventura.